# Henry Wallis
Henry Wallis (* 21. Februar 1830 in London; † 20. Dezember 1916 in Croydon, Surrey) war ein britischer Maler im Stil der Präraffaeliten.

## Leben

Der Tod Chattertons, 1856

Henry Wallis wurde 1830 als Sohn der Mary Anne Thomas unehelich geboren; sein Vater ist unbekannt. Erst als seine Mutter 1845 den wohlhabenden Londoner Architekten Andrew Wallis heiratete, nahm er nach seinem Stiefvater den Nachnamen Wallis an.
Zwischen 1848 und 1853 ließ sich Henry Wallis an der Royal Academy of Arts in London und an der Académie des Beaux-Arts in Paris zum Maler ausbilden. In Paris wurde er außerdem Schüler von Charles Gleyre. 1853 stellte Wallis zum ersten Mal aus.
Nach dem Tod seines Stiefvaters 1859 erbte er ein beträchtliches Vermögen und konnte ausgedehnte Auslandsreisen unternehmen, auf denen er sich seinem Interesse an Archäologie, Keramiken und der Renaissance widmete. Als Maler trat er seitdem weniger hervor. Wallis starb 1916 unverheiratet und wurde auf dem Highgate Cemetery in London begraben.

## Werk

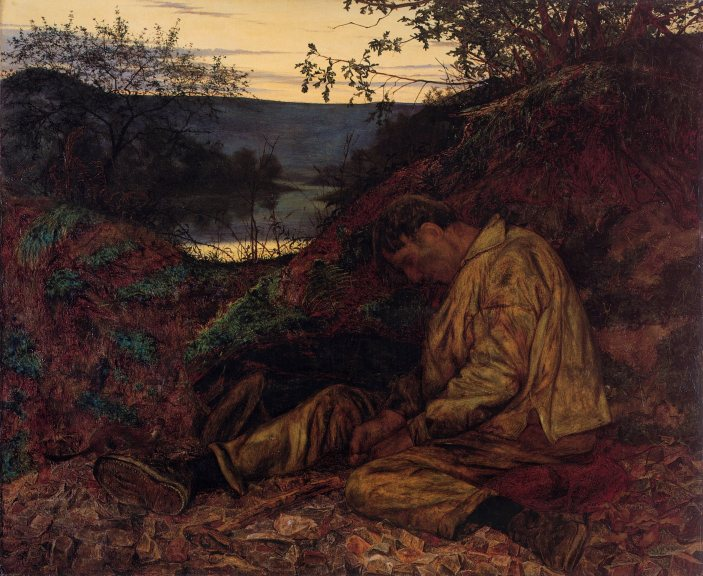
Der Steinklopfer, 1857

Wallis’ erster großer Erfolg und zugleich sein Hauptwerk ist das Gemälde „Der Tod Chattertons“ (The Death of Chatterton, 1856, heute in der Tate Britain). Thomas Chatterton, ein junger Dichter, der sich 1770 mit nur 17 Jahren verzweifelt das Leben genommen hatte, war im 19. Jahrhundert für viele junge und noch nicht etablierte Künstler ein romantisch verklärtes Idol. Wallis Affinität zu den Präraffaeliten zeigt sich in diesem Gemälde an den leuchtenden Farben und in der sorgfältigen Gestaltung der oft symbolisch bedeutsamen Details. Das Bild machte Wallis über Nacht berühmt; der Kritiker John Ruskin nannte es „fehlerfrei und wundervoll“. In Wallis’ Gemälde diente der Dichter George Meredith als Modell für Chatterton; zwei Jahre später (1858) verließ Meredith’ Frau ihren Mann, um ein Verhältnis mit Wallis zu beginnen.
Ebenfalls sehr bekannt wurde Wallis Ölgemälde „Der Steinklopfer“ (The Stonebreaker, 1857, Birmingham Museum and Art Gallery), das einen zusammengesunkenen Steinbrucharbeiter bei Sonnenuntergang zeigt. Obwohl der Mann auf den ersten Blick nur zu schlafen scheint, wird durch feine Bildsymbolik angedeutet, dass er vielmehr an Erschöpfung gestorben ist. Das Bild wurde später z. T. als Wallis’ Abwendung von den Präraffaeliten hin zu einem frühen viktorianischen „sozialen Realismus“ gedeutet, andererseits festigte jedoch damals gerade dieses Gemälde Wallis’ Ruf als wahrhafter Präraffaelit.
Seine Forschungsergebnisse zu persischen, ägyptischen, griechischen und byzantinischen Keramiken veröffentlichte Henry Wallis von 1885 bis 1899 in zwanzig Bänden.